# Tabidia inconsequens
Tabidia inconsequens là một loài bướm đêm trong họ Crambidae.